# NGC 7757
NGC 7757 est une galaxie spirale située dans la constellation des Poissons. NGC 7757 a été découverte par l'astronome britannique John Herschel en 1830.

## Description
Sa vitesse par rapport au fond diffus cosmologique est de 2 590 ± 26 km/s, ce qui correspond à une distance de Hubble de 38,2 ± 2,7 Mpc (∼125 millions d'al).
La classe de luminosité de NGC 7757 est III et elle présente une large raie HI.
En raison d'une brillance de surface égale à 14,23 mag/am2, on peut qualifier NGC 7757 de galaxie à faible brillance de surface (LSB en anglais pour low surface brightness). Les galaxies LSB sont des galaxies diffuses (D) avec une brillance de surface inférieure de moins d'une magnitude à celle du ciel nocturne ambiant.
NGC 7757 figure dans l'atlas des galaxies particulières d'Halton Arp sous la cote Arp 68, dans la catégorie "Galaxie avec un petit compagnon à haute brillance de surface sur un bras". Le compagnon en question est visible en haut à droite de NGC 7757. Bien que son apparence soit similaire à celle d’une petite galaxie amorphe (elliptique), on ne pense pas qu’il s’agisse en réalité d’un objet séparé, mais plutôt d’une vieille région de formation d’étoiles au sein de la plus grande galaxie.
À ce jour, quatre mesures non basées sur le décalage vers le rouge (redshift) donnent une distance de 19,700 ± 4,792 Mpc (∼64,3 millions d'al), ce qui est à l'extérieur des valeurs de la distance de Hubble.